# بن شنييدرمان
بن شنييدرمان هو عالوم حاسوب وأستاذ جامعي أمريكي وُلد في 21 أغسطس (آب) 1947، وعمل أستاذًا في قسم علوم الحاسوب بكلية الحاسوب والرياضيات والعلوم الطبيعية بجامعة ماريلاند في مدينة كوليدج بارك، وهو مؤسس مختبر التفاعل بين الإنسان والحاسوب بجامعة ماريلاند، والذي ظل يُديره منذ تأسيسه في عام 1983، وحتى عام 2000، وقد أجرى من خلاله أبحاثًا بالغة الأهمية في مجال التفاعل بين الإنسان والحاسوب، كما طوّر أفكارًا وأساليب وأدوات جديدة مثل واجهة المعالجة المباشرة، والقواعد الثمانية لتصميمها.

## نشأته
وُلد بن شنييدرمان بمدينة نيويورك في 21 أغسطس (آب) 1947، والتحق بالدراسة في مدرسة برونكس الثانوية للعلوم، ثُم حصل على درجة البكالوريوس في الرياضيات والفيزياء من كلية مدينة نيويورك عام ١٩٦٨. ثم استأنف دراسته في جامعة ولاية نيويورك الواقعة في منطقة ستوني بروك، وحصل منها على درجة الماجستير في علوم الحاسوب عام ١٩٧٢، ثُم حصل على درجة الدكتوراه عام ١٩٧٣.

## مسيرته المهنية
بدأ بن شنييدرمان مسيرته المهنية عام ١٩٦٨ بالعمل كمدرس في قسم معالجة البيانات بجامعة ولاية نيويورك في فارمنجديل، ثُم عمل كمدرس في قسم علوم الحاسوب بجامعة ستوني بروك، والتي كانت تُسمى آنذاك جامعة ولاية نيويورك في ستوني بروك. وفي عام ١٩٧٣، عُيّن بن شنييدرمان أستاذًا مساعدًا في قسم علوم الحاسوب بجامعة إنديانا، قبل أن ينتقل في عام ١٩٧٦ للعمل في جامعة ماريلاند. كأستاذ مساعد في قسم إدارة نظم المعلومات، ثم أصبح أستاذًا مشاركًا عام ١٩٧٩. وفي عام ١٩٨٣، انتقل بن شنييدرمان للعمل في قسم علوم الحاسوب كأستاذ مشارك، ثم رُقّي إلى أستاذ متفرغ عام ١٩٨٩. وفي عام ١٩٨٣، أسس بن شنييدرمان مختبر التفاعل بين الإنسان والحاسوب، وشغل منصب المدير له حتى عام ٢٠٠٠.
عُين بن شنييدرمان كزميل في جمعية آلات الحوسبة عام 1997، ثُم كزميل في الجمعية الأمريكية لتقدم العلوم عام 2001، ثُم أصبح عضوًا في الأكاديمية الوطنية للهندسة عام 2010، ثُم زميلا في معهد مهندسي الكهرباء والإلكترونيات عام 2012، ثُم أصبح زميلًا في الأكاديمية الوطنية للمخترعين عام 2015، ثُم عضوًا في أكاديمية إيه سي إم سي إتش آي، ثُم عُيّن عضوًا في أكاديمية في آي إس التابعة لمعهد مهندسي الكهرباء والإلكترونيات في معام 2019.

## مؤلفاته
صدر لبن شنييدرمان العديد من المؤلفات في مجال الحوسبة، ومن أهمها ما يلي:
- تصميم واجهة المستخدم - استراتيجيات للتفاعل الفعال بين الإنسان والحاسوب: نُشرت الطبعة الأولى منه عام ١٩٨٦.
- حاسوب ليوناردو المحمول - الاحتياجات البشرية وتقنيات الحوسبة الجديدة: نال عنه جائزة معهد مهندسي الكهرباء والإلكترونيات.
- أبجديات البحث الجديدة - تحقيق تعاونات رائدة: صدر عام ٢٠١٦، وقد شجع فيه على الجمع بين البحث التطبيقي والبحث الأساسي.
- لقاءات مع رواد التفاعل بين الإنسان والحاسوب - تاريخ شخصي ومجلة صور: صدر عام 2019.
- الذكاء الاصطناعي المتمركز حول الإنسان: صدر عام ٢٠٢٢.

## أبحاثه ومنجزاته العلمية

### مخطط ناسي-شنييدرمان

مثال على مخطط ناسي-شنييدرمان

قدم بن شنييدرمان مع زميله إسحاق ناسي في مقال نُشر لهما عام 1973 بعنوان "تقنيات المخططات الانسيابية للبرمجة الهيكلية" طريقة لنمذجة الحوسبة في هياكل مرتبة بسيطة، حيث يُمثل كل منها فكرة كاملة يُمكن تعريفها من خلال أفكار أخرى لم تُعرّف بعد. طور العالمان هذا النموذج، والذي عُرف باسم مخطط ناسي-شنييدرمان، بهدف منع عمليات النقل غير المقيدة للتحكم. كان مخطط ناسي-شنييدرمان عبارة عن تمثيل بياني لتصميم البرمجيات المهيكلة، بحيث كان له هيكل تحكم أقرب إلى لغات البرمجة الهيكلية.

### أبحاث المخططات الانسيابية
ركزت دراسات بن شنييدرمان التي أجراها في سبعينيات القرن العشرين على استخدام المخططات الانسيابية في البرمجة. وفي مقالة نُشرت عام ١٩٧٧ بعنوان "دراسات تجريبية حول فائدة المخططات الانسيابية التفصيلية في البرمجة"، لخّص بن شنييدرمان وزملائه أصل المخططات الانسيابية وحالتها الراهنة في برمجة الحاسوب على النحو التالي:
أصبحت المخططات الانسيابية جزءًا من برمجة الحاسوب منذ ظهور الحواسيب في أربعينيات القرن العشرين. في عام ١٩٤٧، قدّم غولدشتاين وفون نيومان نظامًا لوصف العمليات باستخدام العمليات، والتأكيدات، والمربعات البديلة. ورأوا أن "الترميز يبدأ برسم مخطط انسيابي". قبل الترميز، كانت الخوارزمية مُحددة ومفهومة. يُمثّل المخطط الانسيابي تعريفًا دقيقًا للحل الذي سيتم تنفيذه على الآلة. وعلى الرغم من أنهما كانا يعملان فقط مع الخوارزميات العددية، إلا أن غولدشتاين وفون نيومان اقترحا منهجية برمجة أصبحت منذ ذلك الحين ممارسةً قياسيةً في مجال برمجة الحاسوب.
أجرى بن شنييدرمان أيضًا تجاربًا أفضت إلى أن المخططات الانسيابية لا تُفيد في كتابة برامج الحاسوب أو فهمها أو تعديلها.

### تصميم واجهة المستخدم
في كتابه الصادر عام ١٩٨٦ بعنوان «تصميم واجهة المستخدم: استراتيجيات للتفاعل الفعال بين الإنسان والحاسوب». شرح بن شنييدرمان مجموعة الإرشادات والقواعد الذهبية الثمانية لتصميم الواجهة، والتي تنص على ما يلي:
- الحرص على الاتساق: يجب أن تكون تسلسلات الإجراءات المتسقة مطلوبة في المواقف المتشابهة.
- تمكين المستخدمين المتكررين من استخدام الاختصارات: مع ازدياد وتيرة الاستخدام، تزداد رغبة المستخدم في تقليل عدد التفاعلات.
- تقديم ملاحظات مفيدة. حول كل إجراء يقوم به المُشغّل: يجب أن تكون هناك ملاحظات من النظام.
- تصميم مربع حوار يُفضي إلى خاتمة: يجب تنظيم تسلسلات الإجراءات في مجموعات ذات بداية ووسط ونهاية.
- توفير معالجة بسيطة للأخطاء. قدر الإمكان: صمّم النظام بحيث لا يرتكب المستخدم خطأً جسيمًا.
- السماح بسهولة عكس الإجراءات: وهو ما يساعد على تخفيف القلق، لأن المستخدم يعلم أنه يمكن التراجع عن الأخطاء.
- دعم مركز التحكم الداخلي: يرغب المُشغِّلون ذوو الخبرة بشدة في الشعور بأنهم مسؤولون عن النظام وأن النظام يستجيب لأفعالهم. صُمِّم النظام بحيث يكون المستخدمون هم المُبادرون بالأفعال لا المُستجيبين لها.
- التقليل من عبء الذاكرة قصيرة المدى: يتطلب محدودية معالجة المعلومات البشرية في الذاكرة قصيرة المدى الحفاظ على بساطة الشاشات، وتوحيد عروض الصفحات المتعددة، وتقليل تواتر حركة النوافذ، وتخصيص وقت تدريب كافٍ للرموز، والوسائل التعليمية، وتسلسلات الإجراءات.

أصبحت هذه الإرشادات تُدرس بشكل متكرر في الدورات والمحاضرات التي تركز على دراسة التفاعل بين الإنسان والحاسوب.

## التكريمات والجوائز
حصل بن شنييدرمان على جائزة الإنجاز مدى الحياة في عام 2001، ثم نال في عام ٢٠٠٢ جائزة معهد مهندسي الكهرباء والإلكترونيات الأمريكي عن كتاب ألفه بعنوان «حاسوب ليوناردو المحمول: الاحتياجات البشرية وتقنيات الحوسبة الجديدة» والذي ساهم بشكل متميز في تعزيز الفهم العام لعلوم الحوسبة. وفي عام 2012، حصل بن شنييدرمان على جائزة معهد مهندسي الكهرباء والإلكترونيات في مجال التصوير الحوسبي، ثُم حصل في عام 2021 على جائزة اختبار الزمن بالاشتراك مع مع المؤلفين المشاركين بن بيدرسون ومارتن م. واتنبرغ خلال مؤتمر إنفو في آي إس.
منحت جامعة جيلف الكندية بن شنييدرمان الدكتوراه الفخرية عام ١٩٩٥، ثُم منحته جامعة قشتالة والمنشف الإسبانية الدكتوراه الفخرية عام ٢٠١٠، ثُم مُنح الدكتوراة الفخرية من جامعة ستوني بروك عام ٢٠١٥، ثم منحته جامعة ملبورن في أستراليا درجة الدكتوراه الفخرية عام ٢٠١٧، ثُم منحته جامعة سوانسي في ويلز بالمملكة المتحدة الدكتوراه الفخرية عام ٢٠١٨، ثُم حصل على الدكتوراه الفخرية من جامعة بريتوريا بجنوب أفريقيا عام ٢٠١٨.